# Улица Лавочкина (Москва)
У́лица Ла́вочкина — улица на севере Москвы в районах Головинский, Левобережный и Ховрино Северного административного округа, между Кронштадтским бульваром и Беломорской улицей.

## Происхождение названия
Названа в честь советского авиаконструктора Семёна Лавочкина в 1965 году.

## Описание
Улица Лавочкина состоит из двух отрезков, не составляющих единую трассу и сильно различающихся по обустройству. Начальный отрезок, между Кронштадтским бульваром и Флотской улицей, узкий и напоминает скорее внутридворовый проезд между жилым кварталом и технической зоной, делая при этом несколько поворотов, в том числе и при выходе на Флотскую улицу. Второй участок, от улицы Флотской до Петрозаводской — вполне современная трасса, расширенная в середине 2000-х годов до двух полос в каждую сторону как часть дублера Ленинградского шоссе. За Петрозаводской улицей переходит в улицу Дыбенко. На этой части улицы расположены дворец спорта «Динамо», хлебозавод и другие предприятия и общественные объекты.

## Примечательные здания
- № 32 — дворец спорта «Динамо» (архитекторы Е. Розанов, В. Милашевский, И. Михалев)[1], построенный к летним Олимпийским играм 1980 года. Во время Игр там проходили матчи мужского и женского гандбольных турниров. После Олимпиады во дворце спорта проходил целый ряд российских и международных соревнований по волейболу, гандболу, мини-футболу, художественной гимнастике. Именно в этом дворце спорта очень часто выступала мужская сборная России по волейболу. Дворец спорта — домашняя площадка волейбольного клуба «Динамо» Москва.